# François Bidard
François Bidard (* 19. März 1992 in Lonlay-l’Abbaye) ist ein französischer Radrennfahrer.

## Sportlicher Werdegang
Bis 2015 erzielte Bidard seine Erfolge vorrangig auf nationaler Ebene. Zur Saison 2014 wurde er Mitglied in der Chambéry Cyclisme Formation, dem Nachwuchsteam vom AG2R Citroën Team. 2014 und 2015 bekam er die Möglichkeit, als Stagiaire auch für das UCI WorldTeam zufahren.
Zur Saison 2016 wurde Bidard in das Profi-Team übernommen, für das er sechs Jahre lang fuhr. In dieser Zeit nahm er siebenmal an einer Grand Tour teil, seine beste Platzierung war ein 24. Platz bei der Vuelta a España 2019. In seinem Team wurde er vorrangig als Helfer eingesetzt, ein zählbarer Erfolg gelang ihm selbst nicht. Seine beste Einzelplatzierung war ein 3. Platz auf der sechsten Etappe der Tour de Suisse 2019.
Zur Saison 2022 wechselte Bidard für zwei Jahre zum französischen UCI WorldTeam Cofidis. 2023 nahm er noch einmal am Giro d’Italia und an der Vuelta a España teil, eine Teilnahme als Franzose an der Tour de France blieb ihm weiterhin verwehrt. Nach der Saison 2023 beendete er im Alter von 31 Jahren seine Karriere als Radrennfahrer.

## Grand-Tour-Platzierungen
| Grand Tour            | 2016 | 2017 | 2018 | 2019 | 2020 | 2021 | 2022 | 2023 |
| --------------------- | ---- | ---- | ---- | ---- | ---- | ---- | ---- | ---- |
| Giro d’ItaliaGiro     | –    | 39   | 37   | 30   | 39   | DNF  | –    | 55   |
| Tour de FranceTour    | –    | –    | –    | –    | –    | –    | –    | –    |
| Vuelta a EspañaVuelta | 94   | –    | –    | 24   | –    | –    | –    | 125  |